# Liste der Erzbischöfe von Cagliari
Die folgenden Personen waren Bischöfe und Erzbischöfe von Cagliari (Sardinien, Italien):
- Heiliger Clemens
- Heiliger Emilio oder Emiliano
- Heiliger Bonifatius I.
- Heiliger Siridonio
- Heiliger Avendrace (70–77 oder 87) (?)
- Heiliger Bonifatius II.
- Heiliger Giusto I.
- Heiliger Floro
- Heiliger Restituto oder Restuto
- Heiliger Bono
- Heiliger Viviano
- Heiliger Lino (210) (?)
- Heiliger Severino
- Heiliger Rude
- Heiliger Eutimio
- Heiliger Ramirio oder Rarimio
- Heiliger Felix I.
- Heiliger Saturnino
- Heiliger Gregor
- Heiliger Giovenale (303) (?)
- Heiliger Marco
- Quintasio (314)
- Claudio
- Protogene (325) (?)
- Heiliger Lucifer I. (353–371)
- Giusto II. (371) (?)
- Felix
- Omodeo (412) (?)
- Lucifer II. (482)
- Primasio oder Brumasio (504–523)
- Probomo
- Heiliger Severus I. (530) (?)
- Thomas I. (591)
- Gianuario (591–603)
- Romano ? (626)
- Diodato (649)
- Giustino (649)
- Citonato (680–686)
- Valente ? (692)
- Felix II.
- Filippeso
- Mariano I. (778) (?)
- Thomas II. (787)
- Arsenio I. (843)
- Johannes I. (847–855)
- Arsenio II.
- Antero (9. Jh.) (?)
- Umbert (1017–1040) (?)
- Severino II.
- Alfred oder Gualfred I. (1159–1073)
- Giacomo I. (1075–1089)
- Lambert (1089–1090)
- Ugone I. (1090)
- Benedikt (1090–1100) (?)
- Gualfred (1112–1119)
- Guglielmo (1119–1126)
- Petrus I. (1126–1141)
- Konstantin  (1141–1163)
- Bonato (1163–1164)
- ? (1196)
- Ricco (1198–1217)
- Mariano da Sulci (1218–1226)
- Sutrino ? (1233)
- ? (1235)
- Leonard aus Rom (1237–1250)
- Domenico (1250–1255)(?)
- ? (1255–1257)
- Ugone II. (1260–1276)
- Pecci Ranieri (1276)
- Gallo (1276–1281)
- Biagio (1281–1287)(?)
- Percivalle de Comitibus (1287–1295)
- Giacomo dell’Abate (1295–1298)
- Ranuccio (1299–1322)
- Gioannello (1322–1331)
- Gondisalvo Bonihominis (1322–1341)
- Guglielmo I. di Poblet (1341–1342)
- Sebastian (1342–1344)
- Guglielmo II. (1344–1348)
- Pietro Cescomes (1348–1352)
- Giovanni Graziani (1352–1354)
- Giovanni II. d’Aragona (1354–1360)
- Sancio (1360–1369)
- Bernardo (1369–1398)
- Diego (1386–1390)
- Antonio I. (1390–1400)
- Giovanni III. (1400–1403)
- Antonio Dexart (1403–1413)
- Giacomo Massaguer (1414)
- Pietro Spinola (1414–1422)
- Giovanni Fabri (1423–1440)
- Giovanni Matteo Gioffrè (Matteo Jofre) (1440–1449)
- Tommaso III. (1449–1456)
- Eugenio (1456–1460)
- Francesco de Ferrer (1460–1467)
- Ludovico Fenollet (1467–1468)
- Antonio Baragues (1469–1472)
- Gabriele Serra (1472–1484)
- Pietro Pilares (1484–1514)
- Giovanni Pilares (1514–1521)
- Jerónimo Vilanova (1521–1534)
- Domenico Pastorello (1534–1547)
- Baltasar de Heredia, O.P. (1548–1558)
- Antonio Paragües Castillejo, O.S.B (1558–1572)
- Francisco Pérez (1574–1577)
- Gaspare Vincenzo Novella (1578–1586)
- Francesco de Val (1587–1595)
- Alfonso Laso Sedeño (1596–1604) (später Bischof von Mallorca)
- Francisco de Esquivel (1604–1625)
- Lorenzo Nieto y Corrales Montero Nieto, O.S.B. (1625–1626)
- Ambrogio Machin (1627–1640)
- Bernardo Lacabra (1641–1655)
- Pietro Vico (1657–1676)
- Diego Fernandez de Angulo (1676–1683)
- Antonio di Vergara (1683–1685)
- Antonio Diaz de Aux (1686–1689)
- Francesco di Sobre Casas (1689–1698)
- Bernardo di Cariñena (1699–1722)
- Giovanni Costantino Falletti (1726–1748)
- Giulio Cesare Gandolfi (1748–1758)
- Tommaso Ignazio Natta (1759–1763)
- Giuseppe Agostino Delbecchi (1763–1777)
- Vittorio Filippo Melano, O.P. (1778–1797) (später Erzbischof von Novara)
- Kardinal Diego Gregorio Cadello (1798–1807)
- Nicolo Navoni (1819–1836)
- Antonio Raimondo Tore (1837–1840)
- Emanuele Marongiu Nurra (1842–1866)
- Giovanni Antonio Balma, O.M.V (1871–1881)
- Vincenzo Gregorio Berchialla, O.M.V (1881–1892)
- Paolo Maria Serci (1893–1900)
- Pietro Balestra, O.F.M. Conv. (1900–1912)
- Francesco Rossi (1913–1919) (später Erzbischof von Ferrara)
- Ernesto Maria Piovella (1920–1949)
- Paolo Botto (1949–1969)
- Kardinal Sebastiano Baggio (1969–1973)
- Giuseppe Bonfigioli (1973–1984)
- Giovanni Canestri (1984–1987) (später Erzbischof von Genua und Kardinal)
- Ottorino Pietro Alberti (1987–2003)
- Giuseppe Mani (2003–2012)
- Arrigo Miglio (2012–2019)
- Giuseppe Baturi (seit 2019)